# جام جهانی شطرنج
جام جهانی شطرنج مسابقات تک‌حذفی شطرنج است، که هر دو سال یک‌بار از سوی فدراسیون بین‌المللی شطرنج با حضور ۱۲۸ شطرنج‌باز برتر جهان برگزار می‌شود. این مسابقات بخشی از رقابتهای انتخابی برای حضور در مسابقات کاندیداتوری شطرنج است، که فاتح آن به مسابقه قهرمانی شطرنج جهان راه پیدا می‌کند.

## تاریخچه
برای نخستین بار در سالهای ۱۹۸۸ و ۱۹۸۹، انجمن استادان بزرگ شطرنج مجموعه‌ای از شش تورنمنت برتر جام جهانی را در قالب رقابتهای جایزه بزرگ برگزار کرد؛ که با قهرمانی آناتولی کارپف و نائب‌قهرمانی گری کاسپاروف به پایان رسید.
در سالهای ۲۰۰۰ و ۲۰۰۲ فدراسیون بین‌المللی شطرنج در قالب جدید مسابقاتی را تحت عنوان جام جهانی برگزار کرد. این مسابقات که در مرحله مقدماتی به صورت گروهی و در مرحله نهایی به صورت تک‌حذفی برگزار شد، به‌طور مستقیم با مسابقات قهرمانی شطرنج جهان مرتبط نبود. هر دو رویداد با قهرمانی ویسواناتان آناند از هند به پایان رسید.
از سال ۲۰۰۵، فدراسیون بین‌المللی شطرنج یک رویداد متفاوت با همین نام ایجاد کرد و مسابقات را وارد چرخه رقابتهای انتخابی قهرمانی شطرنج جهان کرد. این رویداد از همان سال، هر دو سال یکبار و با حضور ۱۲۸ شطرنج‌باز برتر جهان در ۷ مرحله به صورت تک‌حذفی برگزار می‌شود. نحوه راهیابی به این مسابقات برای شطرنج‌بازان برتر جهان بر اساس رنکینگ جهانی و برای سایر شطرنج‌بازان با شرکت در مسابقات انتخابی است.

## نحوه برگزاری
این مسابقات در مراحل اول تا ششم با برگزاری دو مسابقه شطرنج استاندارد و در مرحله رده‌بندی و فینال با برگزاری چهار مسابقه شطرنج استاندارد انجام می‌شود. و در صورت تساوی؛ مسابقات شطرنج سریع، برق‌آسا و در نهایت آرماگدون برنده هر مرحله را مشخص می‌کند. نحوه تعیین رقبا و چیدمان جدول مسابقات بر اساس ریتینگ شطرنج‌بازان مشخص می‌شود، بدین ترتیب که در مرحله اول شطرنج‌باز با بالاترین ریتینگ در مقابل شطرنج‌باز با پائین‌ترین ریتینگ قرار می‌گیرد.

## نتایج
| سال برگزاری | میزبان                 | تعداد انتخابی برای مسابقات کاندیداتوری | قهرمان           | نائب‌قهرمان       | مقام سوم                            | مقام چهارم                          |
| ----------- | ---------------------- | -------------------------------------- | ---------------- | ---------------- | ----------------------------------- | ----------------------------------- |
| ۲۰۰۵        | خانتی-مانسییسک، روسیه  | ۱۰                                     | لوون آرونیان     | روسلان پونوماریف | اتین بارکوت                         | الکساندر گریشچوک                    |
| ۲۰۰۷        | خانتی-مانسییسک، روسیه  | ۱                                      | گاتا کامسکی      | الکسی شیروف      | ماگنوس کارلسن و سرگئی کاریاکین      | ماگنوس کارلسن و سرگئی کاریاکین      |
| ۲۰۰۹        | خانتی-مانسییسک، روسیه  | ۱                                      | بوریس گلفاند     | روسلان پونوماریف | سرگئی کاریاکین و ولادیمیر مالاخوف   | سرگئی کاریاکین و ولادیمیر مالاخوف   |
| ۲۰۱۱        | خانتی-مانسییسک، روسیه  | ۳                                      | پیتر اسویدلر     | الکساندر گریشچوک | واسیلی ایوانچوک                     | روسلان پونوماریف                    |
| ۲۰۱۳        | ترومسو، نروژ           | ۲                                      | ولادیمیر کرامنیک | دیمیتری آندریکین | اوگنی توماشفسکی و ماکسیم وشیه-لگراو | اوگنی توماشفسکی و ماکسیم وشیه-لگراو |
| ۲۰۱۵        | باکو، جمهوری آذربایجان | ۲                                      | سرگئی کاریاکین   | پیتر اسویدلر     | آنیش گیری و پاول الجانوف            | آنیش گیری و پاول الجانوف            |
| ۲۰۱۷        | تفلیس، گرجستان         | ۲                                      | لوون آرونیان     | دینگ لیرن        | وسلی سو و ماکسیم وشیه-لگراو         | وسلی سو و ماکسیم وشیه-لگراو         |
| ۲۰۱۹        | خانتی-مانسییسک، روسیه  | ۲                                      | تیمور رجبوف      | دینگ لیرن        | ماکسیم وشیه-لگراو                   | یو یانگ‌یی                           |
| ۲۰۲۱        | سوچی، روسیه            | ۲                                      | یان کریستوف دودا | سرگئی کاریاکین   | ماگنوس کارلسن                       | ولادیمیر فدوسیئف                    |

رنگ سبز: شطرنج‌بازانی که به مسابقات کاندیداتوری شطرنج جهان راه یافتند.

## حضور شطرنج‌بازان ایران
احسان قائم‌مقامی با ۵ دوره راهیابی به مسابقات جام جهانی شطرنج، در بین شطرنج‌بازان ایران از این حیث رکورددار است. پس از وی؛ پرهام مقصودلو با ۳ دوره حضور، الشن مرادی، پویا ایدنی، محمد امین طباطبایی و علیرضا فیروزجا با ۲ دوره حضور و پوریا درینی و امیررضا پوررمضانعلی هر کدام با ۱ دوره راهیابی به مسابقات جام جهانی در رده‌های بعدی قرار گرفته‌اند.
محمد امین طباطبایی در سال ۲۰۲۱ با راهیابی به مرحله ۱/۴ نهایی جام جهانی، بهترین نتیجه را میان شطرنج‌بازان ایران دارا می‌باشد.